# Украинцы на Дальнем Востоке
Украи́нцы на Дальнем Востоке (укр. українці Далекого Сходу) — одна из этнических общин на территории Дальнего Востока России, которая сформировалась исторически, внесла значительный вклад в освоение и развитие этого края.
Украинская община также вошла в историю активной политической деятельностью на Дальнем Востоке после Революции 1917 года. Большинство представителей современной украинской общины региона составляют потомки переселенцев на территорию края в конце XIX — начале XX века, а также специалисты, переехавшие из Украинской ССР во время промышленного развития региона.
По данным переписи населения 2010 года численность украинцев составляет 154 954 человек — это третья (после русских и якутов) по численности этническая группа на Дальнем Востоке.

## История

### Украинская колонизация Дальнего Востока
В конце XIX столетия первыми крестьянами, поселившимися в Приморье, стали выходцы из Черниговской и Полтавской губерний. Накануне 1917 года украинские села окружали Владивосток, переписи[какие?] показывали в регионе[каком?] 83 % украинского населения. В годы революции и Гражданской войны наряду с белыми, красными и разнообразными интервентами здесь возникли и украинские части-«курени».
В 1858—1860 годах Российская империя присоединила северный берег Амура и Приморье, эти земли были не заселены и оставались таковыми первую четверть века российского владычества. Владивосток являлся небольшой базой флота посреди безлюдных пространств. Только 13 и 20 апреля 1883 года сюда из Одессы прибыли два первых пассажирских парохода «Россия» и «Петербург», на борту которых находились 1504 крестьянина-переселенца из Черниговской губернии. Ими на юге Приморья были основаны первые девять сел.
Одесса долгое время была главным связующим звеном с Дальним Востоком. Поэтому не удивительно, что среди переселенцев преобладали выходцы с Украины. В дальние края переселялись прежде всего безземельные крестьяне. Ближайшими к Одессе губерниями с наибольшим «аграрным перенаселением» были Черниговская и Полтавская. Именно они и дали основной поток первых колонистов в далекое Приморье.
На Дальнем Востоке крестьянам бесплатно предоставлялся 100-десятинный надел земли (109 га). Для сравнения, в центральной России средний крестьянский надел составлял 3,3 десятины, а в Черниговской губернии — 8 десятин. Но крестьянам из России было сложнее добраться до Одессы, чем жителям сел из ближайших украинских губерний. К тому же на Украине не существовало общинного землевладения, поэтому местным крестьянам было легче продать свои индивидуальные наделы и отправиться в дальний путь. Крестьяне же в российских губерниях этой возможности были лишены вплоть до столыпинских агарных реформ.
Поэтому за первое десятилетие российской колонизации Приморья, с 1883 по 1892 годы, выходцы с Украины составили 89,2 % всех переселенцев. Из них 74 % — крестьяне из Черниговской губернии, остальные — из Полтавской и Харьковской.
К началу XX века переселение украинцев в Приморье приобретает еще более массовый характер. С 1892 по 1901 годы сюда приехало свыше 40 тысяч украинских крестьян, которые составили 91,8 % всех колонистов Приморья. Усилению такой миграции способствовал голод, охвативший северные губернии Украины в 1891—1892 годах.
В 1903 году заработала Транссибирская железная дорога, соединившая центральную Россию с Дальним Востоком. Это открыло новый этап заселения Приморья и разделило все населения края на «старожильческое» — тех кто прибыл сюда на пароходах из Одессы, и «новосёлов», приехавших уже по железной дороге.
За последнее десятилетие перед 1917 годом в Приморье переселилось 167 547 человек. Но даже после создания Транссиба и столыпинских аграрных реформ, отменивших общинное землевладение в российских губерниях, свыше 76 % переселенцев составляли украинские крестьяне. Из них почти треть переселенцев дала Черниговская губерния, пятую часть Киевская и десятую — Полтавская.
Всего по данным статистики, с 1883 по 1916 годы в Приморье и Приамурье с Украины переселилось свыше 276 тысяч человек, 57 % всех переселенцев. Украинские крестьяне заселяли Юг Приморья и Зейскую долину у Амура, которые по природе и ландшафту очень напоминали лесостепные районы Черниговщины и Полтавщины. В более северных таёжных районах края они почти не селились.
В итоге космополитический Владивосток начала XX века окружали сплошь украинские сёла, и по свидетельству очевидцев, всех сельских жителей края горожане называли «не иначе, как хохлами». Украинцы породили в Приморье массу географических названий в честь городов и местностей Украины — река Киевка, село Киевка, поселки Черниговка, Чугуевка, Славянка, Хороль и другие.

Флаг «Зеленого Клина»

Территории Приморской и Амурской областей, наиболее компактно заселенные выходцами с Украины, в украинском этническом сознании запомнились под именем «Зелёный Клин». Происхождение этого названия связывается с буйной зеленью растительности Приморья, а также географическим положением Южно-Уссурийского края, «клином» втиснувшегося между Китаем и Японским морем. Также слово «клин» использовалось в значении определённой части земной поверхности, земельных угодий («земельный клин»), ведь именно здесь украинский крестьянин получал в свое владение огромные по европейским меркам наделы.
В отношении украинских поселенческих земель на юге Дальнего Востока наряду с названием «Зелёный Клин» использовались также наименования «Новая Украина», «Дальневосточная Украина», «Зелёная Украина». В краеведческой литературе использование названия «Дальневосточная Украина» зафиксировано уже в 1905 году, применительно к южной части Уссурийского края.
Сами украинские крестьяне-колонисты в окрестностях Владивостока, по свидетельству этнографов, называли край «Приморщина» — по аналогии с Черниговщиной и Полтавщиной.
Современник так описывает села вокруг Владивостока век назад:
Мазаные хаты, садки, цветники и огороды возле хат, планировку улиц, внутреннее убранство хат, хозяйственное и домашнее имущество, инвентарь, а кое-где одежда — все это как будто целиком перенесено с Украины… Базар в торговый день, например, в Никольске-Уссурийском весьма напоминает какое-нибудь местечко на Украине; та же масса круторогих волов, та же украинская одежда на людях. Повсюду слышится веселый, бойкий, оживленный малорусский говор, и в жаркий летний день можно подумать, что находишься где-нибудь в Миргороде, Решетиловке или Сорочинцах времен Гоголя
Картину «Дальневосточной Украины» завершали повсеместные подсолнухи возле сельских домов, непременные признаки украинских сёл, и преимущественное использование в качестве тягловой силы характерных для Украины волов, а не более привычных для российских сёл лошадей. Как писал дальневосточный этнограф тех лет В. А. Лопатин, украинцы «перенесли с собой Малороссию на Дальний Восток».
Среди украинцев Приморья в начале XX века бытовало самоназвание «руськi», которое отделялось и не смешивалось с этнонимом «русские». А в самом Приморье в начале XX века ситуация была аналогична собственно Украине — русскоязычные многонациональные города в окружении украинских сёл. В этом плане Владивосток несильно отличался от Киева.

### Украинское политическое движение после Революции
Революция 1917 года привела к всплеску украинского движения не только в Киеве, но и на Дальнем Востоке.
26 марта 1917 года на митинге украинцы Владивостока и окрестностей создали «Владивостокскую Украинскую Громаду». Первым председателем Громады стал бывший политический ссыльный, социал-демократ, журналист из Полтавы Николай Новицкий. Уже в мае 1917 года «левый» Новицкий перешёл на работу во Владивостокский Совет и пост председателя Громады занял заместитель военного прокурора Владивостока (а «для души» музыкальный критик) подполковник Федор Стешко, уроженец Черниговской губернии.
Весной 1917 года почти во всех городах Дальнего Востока были основаны аналогичные «Украинские Громады». Они возникли в Хабаровске, Благовещенске, Никольске-Уссурийском (ныне Уссурийск), Имане (ныне Дальнереченск), Свободном, Николаевске-на-Амуре, Петропавловске-Камчатском, Чите, Харбине, на многих железнодорожных станциях и в селах российского Дальнего Востока и Маньчжурии. В этот период все дальневосточные украинские организации выступали за автономию Украины в составе «федеративного демократического Российского государства».

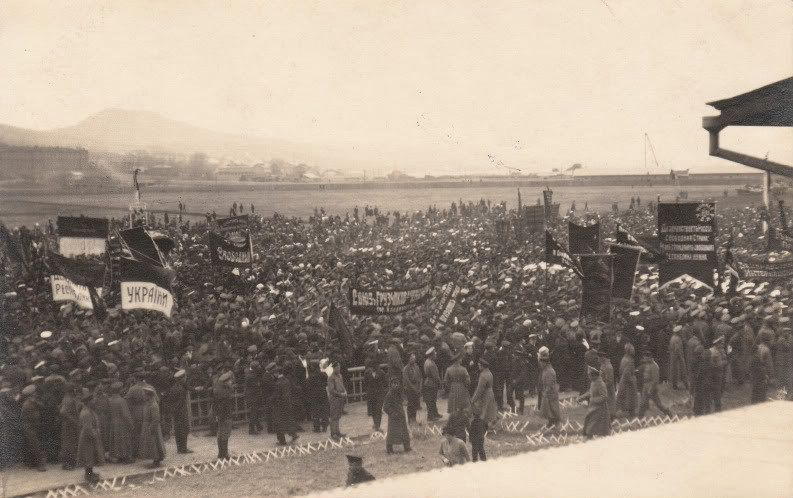
Украинская колонна (слева) в составе первомайской демонстрации во Владивостоке, 1917

В ряде городов Дальнего Востока «Громады» просуществовали практически до их роспуска большевиками в ноябре 1922 года. Некоторые из них были весьма многочисленными и влиятельными — так, в Украинской Громаде Хабаровска к 1921 году было зарегистрировано свыше 940 семей (более 3000 человек). Усилиями этих «громад» организовывались украинские школы, кооперативы, велась активная просветительская и издательская деятельность.
В 1917 году на Дальнем Востоке появляются газеты на украинском языке — «Українець на Зеленому Клині» (Владивосток), «Українська Амурська справа» (Благовещенск), «Хвилі України» (Хабаровск), «Вісти Українського клубу» (Харбин). Всероссийская сельскохозяйственная перепись населения, проведённая летом 1917 года, зафиксировала здесь 421 тысячи украинцев, что составляло 39,9 % всего населения региона.
Летом 1917 года на Дальнем Востоке возник целый ряд «Окружных Рад» — аналогов революционных Советов, но построенных по этническому принципу. Эти «Окружные Рады» уже претендовали не только на общественную деятельность, но и на политическое руководство местными украинцами. Например, с 1917 года и до начала 20-х годов активно действовала Маньчжурская Окружная Рада с центром в Харбине. С 1918 года эта рада выдавала дальневосточным украинцам паспорта граждан «самостийной» Украины (при этом текст таких документов печатался на трёх языках — украинском, русском и английском).
После Брестского мира советская Москва некоторое время даже признавала дальневосточные Окружные Рады как консульства независимой Украины. Но с 1922 года, когда большевики создали буферную Дальневосточную Республику, они отказались признавать Рады и выданные ими «украинские паспорта». Сами же Благовещенская и Хабаровская Окружные Рады получили статус органов национально-культурной автономии в составе ДВР.
В 1917—1919 года во Владивостоке прошло несколько общих съездов украинцев Дальнего Востока. На третьем таком съезде в апреле 1918 года избрали «Украинский Дальневосточный Секретариат», претендовавший на статус правительства «Дальневосточной Украины». Однако, это «правительство» не имело ни средств, ни массовой поддержки, после того как оно попыталось занять нейтральную позицию в разгоравшейся гражданской войне. Тем не менее, Секретариат действовал вплоть до ареста его членов советскими властями в ноябре 1922 года.
В период Гражданской войны, естественно, главную роль играли военные организации. Еще в июле 1917 года Временное правительство, уступив требованиям киевской Центральной Рады, согласилось на создание в рамках российской армии отдельных украинских частей. В итоге летом 1917 года во Владивостокском гарнизоне было создано 8 «украинских рот». Хотя гарнизон Владивостока на две трети состоял из украинцев и лиц украинского происхождения, идея «украинского войска» на Дальнем Востоке не набрала большой популярности.
Однако в конце 1918 года идея украинских войск стала более популярной, но по вполне «пацифистской» причине. Когда Сибирское временное правительство попыталось начать мобилизацию украинцев Амура и Приморья на фронт для войны с большевиками, местные «малороссы» стали отказываться под предлогом того, что желают воевать только в национальных украинских частях.
Созданное в Омске на штыках чехословацкого легиона «Всероссийское Временное правительство» 4 ноября 1918 года выпустило отдельную декларацию о создании украинских воинских частей в составе «белых» армий. Во Владивостоке был организован украинский штаб по формированию украинских частей. Его начальником стал некий есаул Харченко, а затем генерал Хрещатицкий, бывший командир Уссурийской казачьей дивизии. Планы были наполеоновские — создать 40-тысячный украинский корпус «вольного казачества».

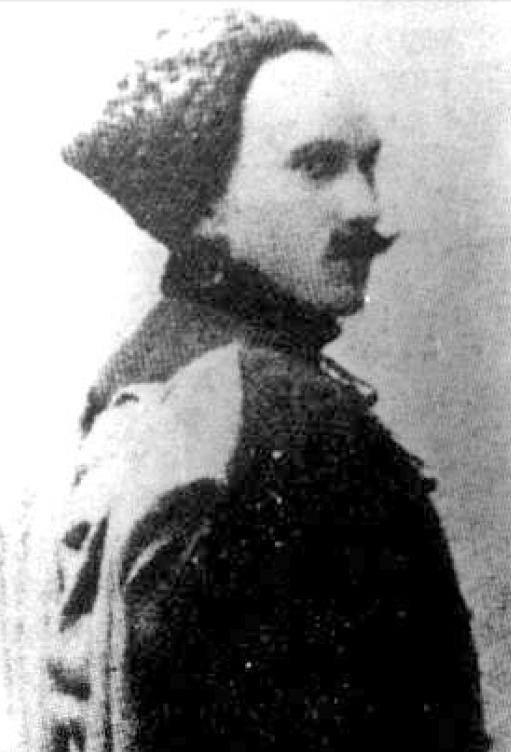
Глушко-Мова, Юрий Косьмич — один из организаторов украинского движения на Дальнем Востоке

15 мая 1919 года последовало указание адмирала Колчака, уже ставшего «Верховным Правителем», о недопустимости формирования украинских частей. Только что созданный во Владивостоке «1-й Ново-Запорожский Добровольческий пластунский курень» (батальон) был арестован белой контрразведкой в полном составе под предлогом «пробольшевистских настроений».
Украинские активисты вновь попытались создать свои войска в январе 1920 года, когда во Владивостоке была свергнута развалившаяся под ударами красных власть Колчака. «Украинский Дальневосточный Секретариат» даже обратился за помощью в этом деле к большевикам, но большевистский Военный совет Приморья ответил отказом.
Украинским активистам было предложено содержать свои части на собственные средства, однако пожертвований, поступавших от украинского населения на эти нужды, не хватало. В этих условиях украинские воинские части, испытывавшие недостаток самого необходимого и, прежде всего, продовольствия, не смогли долго просуществовать даже в условиях царившего в Приморье фактического безвластия.
В ходе пертурбаций гражданской войны в Хабаровске председателем местного большевистского ревкома стал бывший член «Украинского Дальневосточного Секретариата» Яременко. Ревком признал целесообразность формирования украинских частей, однако под давлением владивостокских большевиков вынужден был отказаться от реализации этой идеи.
На Амуре из местных антиколчаковских партизан из крестьян украинского происхождения сформировалось несколько частей, и одна из них вошла под желто-голубым флагом в город Свободный (до 1917 года город именовался Алексеевск, в честь наследника и сына Николая II). Однако местные большевики потребовали разоружения этого отряда, пригрозив в противном случае использовать против него военную силу.
В ночь с 4 на 5 апреля 1920 года японцы начали открытую оккупацию Владивостока и Приморья. Во Владивостоке японским военным отрядом из помещения так называемого «Украинского революционного штаба» было изъято оружие и боеприпасы. В результате этих событий немногие сформированные украинские части Владивостока ушли в леса, где в итоге слились с красными партизанами.
В октябре 1922 года красная армия заняла Владивосток и к декабрю все наиболее активные деятели дальневосточного украинского движения были арестованы.

## Численность
Численность украинцев в округах Дальне-Восточного края по данным переписи 1926 гг.:
|                       | всего     | украинцы | %      |
| Дальне-Восточный край | 1 727 574 | 315 203  | 18,2 % |
| Амурский округ        | 386 698   | 100 500  | 26,0 % |
| Владивостокский округ | 453 419   | 148 768  | 32,8 % |
| Хабаровский округ     | 176 091   | 49 430   | 28,1 % |

Динамика численности украинцев в регионах Дальнего Востока в 1959—2010 гг., согласно данным переписей населения:
| Численность украинцев      | 1959 чел. | %       | 1979 чел. | %       | 1989 чел. | %       | 2002 чел. | %      | 2010 чел. | %      |
| -------------------------- | --------- | ------- | --------- | ------- | --------- | ------- | --------- | ------ | --------- | ------ |
| Приморский край            | 182 004   | 13,18 % | 163 116   | 8,25 %  | 185 091   | 8,20 %  | 94 058    | 4,58 % | 49 953    | 2,76 % |
| Хабаровский край           | 83 737    | 8,55 %  | 77 787    | 5,68 %  | 96 665    | 6,05 %  | 48 622    | 3,39 % | 26 803    | 2,08 % |
| Камчатский край            | 14 852    | 6,73 %  | 30 439    | 7,9 %   | 43 014    | 9,11 %  | 20 870    | 6,01 % | 11 488    | 3,91 % |
| Амурская область           | 56 266    | 7,84 %  | 57 669    | 6,16 %  | 70 759    | 6,74 %  | 31 475    | 3,49 % | 16 636    | 2,02 % |
| Магаданская область        | 26 449    | 14,00 % | 45 084    | 13,38 % | 58 172    | 14,85 % | 18 068    | 9,92 % | 9857      | 6,48 % |
| Сахалинская область        | 48 073    | 7,40 %  | 40 600    | 6,13 %  | 46 216    | 6,51 %  | 21 831    | 4,02 % | 12 136    | 2,56 % |
| Чукотский автономный округ | 3543      | 7,59 %  | 20 122    | 14,38 % | 27 600    | 16,84 % | 4960      | 9,43 % | 2869      | 6,01 % |

После распада СССР официальное число украинцев снижалось по причине эмиграции в другие регионы РФ, репатриации на Украину, языковой и культурной ассимиляции, однако фактическая численность жителей Дальнего Востока, имеющих украинское происхождение значительно выше.
По данным переписи 2010 года численность украинцев составляла: в Приморском крае — 49 953 человек (2,76 %), Хабаровском крае — 26 803 человек (2,08 %), Камчатском крае — 11 488 человека (3,91 %), Амурской области — 16 636 человек (2,02 %), Магаданской области — 9857 человека (6,48 %), Сахалинской области — 12 136 человек (2,56 %), Чукотском автономном округе — 2869 человек (6,01 %).
Процессы ассимиляции обуславливаются размытием украинской самоидентификации по причине отсутствия достаточного количества украинских национально-культурных центров, фактического отсутствия образования на украинском языке в Российской Федерации. Украинцы Дальнего Востока (как и потомки белорусских, польских переселенцев), имея украинское происхождение и фамилию, указывают свою национальность как «русские». Это основная причина уменьшения официальной численности украинцев на Дальнем Востоке по данным переписей.